# Rizwan-Muazzam Qawwali Group
Die Rizwan-Muazzam Qawwali Group ist eine Qawwali-Band. Sie besteht aus den Sängern Rizwan Mujahid Ali Khan und Muazzam Mujahid Ali Khan, fünf Hintergrundsängern, zwei Harmonium-Spielern und einem Tablaspieler. Die beiden Bandleiter sind Neffen von Nusrat Fateh Ali Khan.
Ihr erstes großes Konzert im Westen bestritten sie 1998 auf dem WOMAD-Festival in Reading. 2001 kollaborierten sie mit der britischen Hip-Hop-Band Fun-Da-Mental auf deren Platte There Shall Be Love! und traten mit ihnen gemeinsam in englischen Clubs auf.

## Diskografie
- 1998: Attish: The Hidden Fire
- 1999: Sacrifice to Love
- 2002: A Better Destiny
- 2004: Days of Colours